# Chlamydia trachomatis
 (novembre 2014).
Espèce
Synonymes
- Rickettsia trachomae Busacca 1935

Chlamydia trachomatis est une bactérie pathogène, à multiplication intracellulaire obligatoire. Cette bactérie est responsable de l'urétrite à Chlamydia (ou chlamydiose), infection sexuellement transmissible la plus fréquente en Amérique latine et aux États-Unis après le Papillomavirus (50 fois plus fréquente que la gonorrhée, elle-même plus fréquente que la syphilis). Son réservoir est strictement humain. Il existe deux biovars et 19 sérovars connus (mis en évidence par microimmunofluorescence), possédant un tropisme tout particulier pour les muqueuses génitales et oculaires.

## Pathologies provoquées par ce germe
Chlamydia trachomatis est principalement à l'origine de :
- la chlamydiose génitale, infection sexuellement transmissible très fréquente se manifestant par des infections génitales (urétrites, cervicites, salpingites, endométrites), avec plus d'un million de cas annuels aux États-Unis[3] ; en France, début 2006, la prévalence de Chlamydia trachomatis était estimée chez les 18-44 ans à environ 1,5 %, et chez les 18-24 ans à 2,5 % chez les hommes et 3,2 % chez les femmes[4] ; de 1997 à 2008, le nombre de cas relevés par les réseaux de surveillance n'a cessé d'augmenter[5] ;
- le trachome, dont Chlamydia trachomatis tire son nom du trachome, une kératoconjonctivite due aux sérotypes A, B et C, très répandue dans les pays en voie de développement et qui entraîne un grand nombre de cécités ; c'est une maladie très contagieuse heureusement facile à combattre par sulfamides et antibiotiques à large spectre ;
- la lymphogranulomatose vénérienne ou maladie de Durand-Nicolas-Favre (rare en France, mais en augmentation constante depuis 2003) causée par les sérovars L1, L2, L3 ;
- des infections oculaires comme les conjonctivites par auto-inoculation à partir d'un foyer génital, notamment chez le nouveau-né, dix jours après l'accouchement, mais aussi chez les enfants ou adultes après contamination par eau de piscines insuffisamment chlorées[réf. nécessaire]. Les sérovars D et K sont responsables de ces conjonctivites folliculaires et parfois de kératites ; le diagnostic est effectué par une recherche d'inclusions cytoplasmiques sur des cellules prélevées par frottis conjonctival ;
- une pneumonie chez le nouveau-né peut apparaître quatre à dix semaines après le contact avec la mère (généralement lors de l'accouchement). La clinique se caractérise par des râles bronchiques diffus. La radiographie de poumon montre une infiltration interstitielle bilatérale. Le diagnostic est confirmé par les prélèvements pharyngés et recherche d'inclusions cytoplasmiques des chlamydia.

Un certain nombre de complications à l'infection par chlamydia trachomatis existent :
- le syndrome de Fitz-Hugh-Curtis ou périhépatite à chlamydia ;
- le syndrome de Fiessinger-Leroy-Reiter ou syndrome oculo-urétro-synovial ;
- à long terme, en l'absence de traitement antibiotique, il existe des risques d'infertilité féminine par imperméabilité tubaire. Une infection à Chlamydia chez un homme pourrait aussi diminuer sa fertilité[6].

## Mode de vie
Chlamydia trachomatis est un parasite intracellulaire.
Il évolue sous 3 formes distinctes :
- corps élémentaire, forme extracellulaire de dissémination de l’infection, incapable de se multiplier, limitée par une membrane cytoplasmique et une paroi proche de celle des bacilles à Gram négatif[7],
- corps réticulé, forme intracellulaire de multiplication,
- corps aberrant, forme de persistance responsable d’infection chronique, morphologiquement anormale, viable mais non cultivable.

Sa survie dans les vacuoles cytoplasmiques de la cellule parasitée est rendue possible par sa capacité à inhiber le complexe de fusion phagosome-lysosome.

## Diagnostic biologique
- La biologie moléculaire (PCR, hybridation, amplification) est actuellement la méthode de référence dans le dépistage de Chlamydia trachomatis, aisément réalisable sur prélèvement urinaire, prélèvement vaginal, dans le canal anal et le fond de gorge.
- Les tests antigéniques par immunofluorescence directe, méthode ELISA n'ont plus d'intérêt dans le dépistage ou le diagnostic des urétrites et infections génitales.
- La culture cellulaire permet l'isolement de la souche et éventuellement l'antibiogramme. Le délai est cependant assez long (48 à 72 h) et cet examen ne se fait pas en routine.

## Contamination
- Les rapports sexuels (que ce soit oral, génital ou anal) avec un partenaire infecté est le mode de transmission le plus fréquent.
- Transmission de la mère à l'enfant au moment de l'accouchement.
- Auto-contamination des organes génitaux vers les yeux, par des mains souillées.
- Contamination oculaire indirecte possible par les mouches se posant sur les yeux des nouveau-nés dans les pays à forte endémie.

## Traitement des infections génitales
La Haute Autorité de santé a émis des recommandations en 2021 concernant le traitement des infections génitales basses non compliquées (urétrite et cervicite), le traitement doit associer deux antibiotique ciblant respectivement Chlamydia trachomatis et Neisseria gonorrhoeae. Les antibiotiques recommandés ciblant Chlamydia trachomatis sont :
- doxycycline : 200 mg par jour per os en 2 prises pendant 7 jours, contrindiqué chez la femme enceinte et les enfants de moins de huit ans.
- azithromycine : 1 g en une seule prise per os, possible chez la femme enceinte.

Des traitements de durée plus classique (dont la durée, de une à trois semaines, dépend du caractère « haut » ou « bas » de l'infection génitale) sont possibles :
- fluoroquinolones : l'ofloxacine, utile notamment pour les infections génitales profondes (prostatite), là-aussi avec contre-indication chez les enfants et les femmes-enceintes ;
- macrolides : l'érythromycine est utilisable mais n'est pas recommandée en raison des problèmes de tolérance (digestive notamment) ;
- la rifampicine est elle aussi active in vitro mais ne fait pas l'objet de recommandation thérapeutique dans cette indication.

## Liste des non classés
Selon NCBI (18 décembre 2019) :
- non classé Chlamydia trachomatis 434/Bu
- non classé Chlamydia trachomatis 6276
- non classé Chlamydia trachomatis 6276s
- non classé Chlamydia trachomatis 70
- non classé Chlamydia trachomatis 70s
- non classé Chlamydia trachomatis A/363
- non classé Chlamydia trachomatis A/5291
- non classé Chlamydia trachomatis A/7249
- non classé Chlamydia trachomatis A/HAR-13
- non classé Chlamydia trachomatis A/SA-1
- non classé Chlamydia trachomatis A2497
- non classé Chlamydia trachomatis B/Jali20/OT
- non classé Chlamydia trachomatis B/TW5/OT
- non classé Chlamydia trachomatis B/TZ1A828/OT
- non classé Chlamydia trachomatis Ba/Apache-2
- non classé Chlamydia trachomatis C/308-06
- non classé Chlamydia trachomatis C/TW-3
- non classé Chlamydia trachomatis D 2923
- non classé Chlamydia trachomatis D-EC
- non classé Chlamydia trachomatis D-LC
- non classé Chlamydia trachomatis D/2s
- non classé Chlamydia trachomatis D/CS637/11
- non classé Chlamydia trachomatis D/SotonD1
- non classé Chlamydia trachomatis D/SotonD5
- non classé Chlamydia trachomatis D/SotonD6
- non classé Chlamydia trachomatis D/UW-3/CX
- non classé Chlamydia trachomatis E/11023
- non classé Chlamydia trachomatis E/150
- non classé Chlamydia trachomatis E/5s
- non classé Chlamydia trachomatis E/Bour
- non classé Chlamydia trachomatis E/C599
- non classé Chlamydia trachomatis E/CS88(i)
- non classé Chlamydia trachomatis E/SW3
- non classé Chlamydia trachomatis E/SotonE4
- non classé Chlamydia trachomatis E/SotonE8
- non classé Chlamydia trachomatis F/1-93
- non classé Chlamydia trachomatis F/11-96
- non classé Chlamydia trachomatis F/IC-Cal3
- non classé Chlamydia trachomatis F/SW4
- non classé Chlamydia trachomatis F/SW5
- non classé Chlamydia trachomatis F/SotonF3
- non classé Chlamydia trachomatis F1
- non classé Chlamydia trachomatis G/11074
- non classé Chlamydia trachomatis G/11222
- non classé Chlamydia trachomatis G/9301
- non classé Chlamydia trachomatis G/9768
- non classé Chlamydia trachomatis G/SotonG1
- non classé Chlamydia trachomatis G/UW-57/CX
- non classé Chlamydia trachomatis H/18s
- non classé Chlamydia trachomatis H/UW-4
- non classé Chlamydia trachomatis I/UW-12/UR
- non classé Chlamydia trachomatis IU824
- non classé Chlamydia trachomatis IU888
- non classé Chlamydia trachomatis Ia/SotonIa1
- non classé Chlamydia trachomatis Ia/SotonIa3
- non classé Chlamydia trachomatis J/6276tet1 Chlamydia trachomatis J6276tet1
- non classé Chlamydia trachomatis J/UW-36
- non classé Chlamydia trachomatis Ja/26s
- non classé Chlamydia trachomatis K/SotonK1
- non classé Chlamydia trachomatis L1/115
- non classé Chlamydia trachomatis L1/1322/p2
- non classé Chlamydia trachomatis L1/224
- non classé Chlamydia trachomatis L1/440/LN
- non classé Chlamydia trachomatis L2/25667R
- non classé Chlamydia trachomatis L2/434/Bu(i)
- non classé Chlamydia trachomatis L2b/795
- non classé Chlamydia trachomatis L2b/8200/07
- non classé Chlamydia trachomatis L2b/Ams1
- non classé Chlamydia trachomatis L2b/Ams2
- non classé Chlamydia trachomatis L2b/Ams3
- non classé Chlamydia trachomatis L2b/Ams4
- non classé Chlamydia trachomatis L2b/Ams5
- non classé Chlamydia trachomatis L2b/CV204
- non classé Chlamydia trachomatis L2b/Canada1
- non classé Chlamydia trachomatis L2b/Canada2
- non classé Chlamydia trachomatis L2b/LST
- non classé Chlamydia trachomatis L2b/UCH-1/proctitis
- non classé Chlamydia trachomatis L2b/UCH-2
- non classé Chlamydia trachomatis L2c
- non classé Chlamydia trachomatis L2tet1
- non classé Chlamydia trachomatis L3/404/LN
- non classé Chlamydia trachomatis RC-F /342 Chlamydia trachomatis RC-Fs342
- non classé Chlamydia trachomatis RC-F /852 Chlamydia trachomatis RC-Fs852
- non classé Chlamydia trachomatis RC-F/69 Chlamydia trachomatis RC-F69
- non classé Chlamydia trachomatis RC-J /122 Chlamydia trachomatis RC-Js122
- non classé Chlamydia trachomatis RC-J/943 Chlamydia trachomatis RC-J943
- non classé Chlamydia trachomatis RC-J/953 Chlamydia trachomatis RC-J953
- non classé Chlamydia trachomatis RC-J/966 Chlamydia trachomatis RC-J966
- non classé Chlamydia trachomatis RC-J/971
- non classé Chlamydia trachomatis RC-L2 /3 Chlamydia trachomatis RC-JL2s3
- non classé Chlamydia trachomatis RC-L2 /46 Chlamydia trachomatis RC-L2s46
- non classé Chlamydia trachomatis RC-L2/55
- non classé Chlamydia trachomatis Sweden2
- non classé Chlamydia trachomatis Sweden3
- non classé Chlamydia trachomatis Sweden4
- non classé Chlamydia trachomatis Sweden5